# 하바꾹

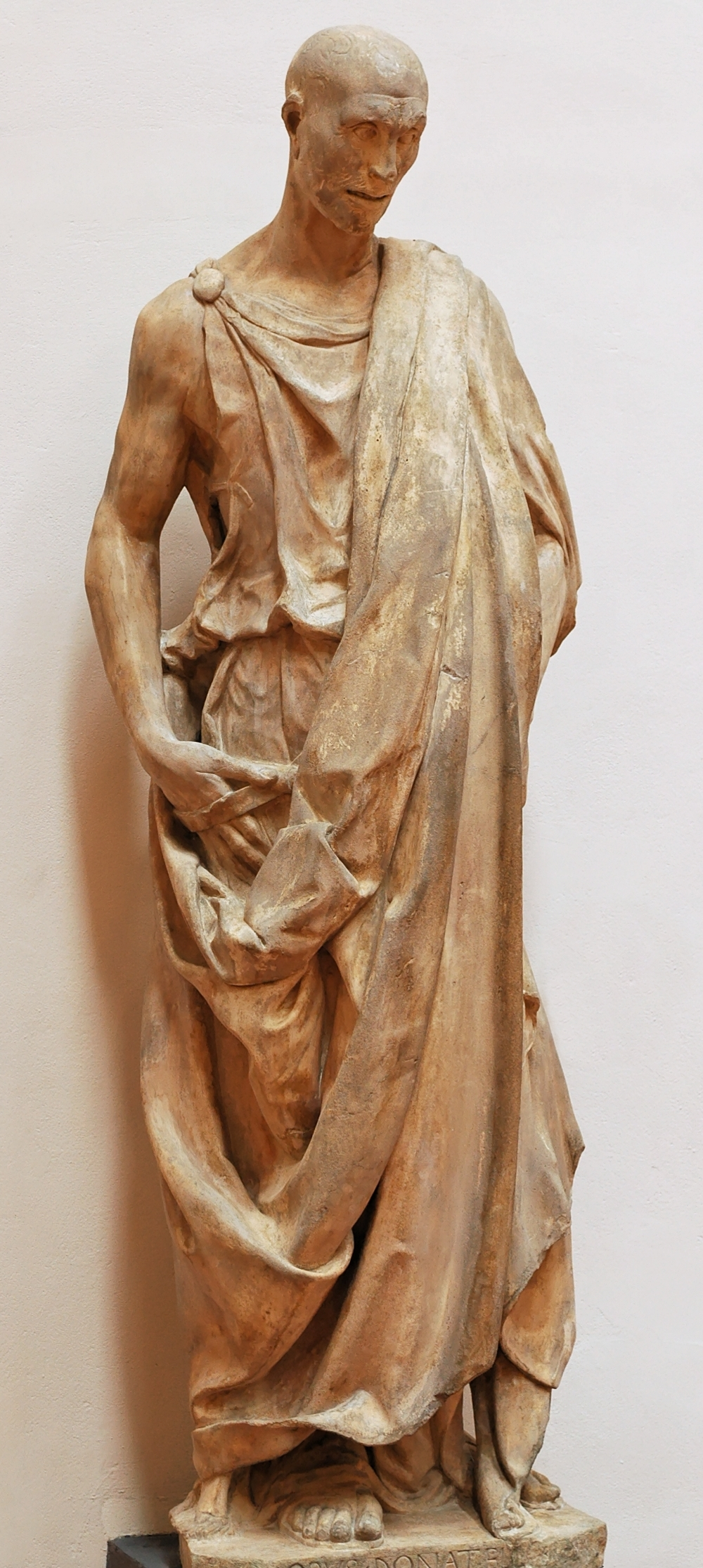

하바꾹(히브리어: חֲבַקּוּק 핫바쿸)은 히브리어 성경에 나오는 소예언서 중 여덟 번째 책인 하바꾹서에 묘사된 주요 인물이다. 그는 전통적으로 기원전 612년경 활동했던 예언자로 여겨진다.
하바꾹에 대한 거의 모든 정보는 그의 이름이 붙은 성경에서 가져온 것이며, "예언자"라는 칭호 외에는 전기적인 세부 정보가 제공되지 않는다. "하바꾹"이라는 이름은 히브리어 성경에서 하바꾹 1장 1절과 3장 1절에만 나타나며, 어원학적으로 불확실하고, 아카드어의 향기로운 식물을 뜻하는 단어나 성서 히브리어의 "포옹하다"라는 뜻에서 유래했을 수 있다. 그는 제2경전인 다니엘 추가본에 언급되며, 성경 외적으로는 기독교 전통과 랍비 전통의 형태로 수세기 동안 언급된다.
하바꾹의 무덤은 여러 곳에서 주장되는데, 특히 북부 이스라엘의 카다림 근처 언덕과 이란 투이세르칸의 마우솔레움이 유명하다.
하바꾹은 기독교에서 성인력의 축일로 기념되며, 도나텔로와 잔 로렌초 베르니니와 같은 예술가들의 주목할 만한 종교 예술 작품을 통해 기념된다. 이슬람교에서는 그의 글이 무함마드의 도래와 쿠란의 계시를 예언하는 것으로 해석되는 예언자로 인정된다.

## 이름
하바꾹 또는 하바쿡이라는 이름은 히브리어 성경에서 하바꾹 1:1과 3:1에만 나타난다. 마소라 본문에서는 히브리어: חֲבַקּוּק (표준 Ḥavaqquq 티베리아 Ḥăḇaqqûq)으로 쓰여 있다. 이 이름은 다른 곳에서는 나타나지 않는다. 70인역은 그의 이름을 코이네 그리스어로 Ἀμβακοὺμ (Ambakoum)으로 음역하고, 불가타는 라틴어로 Abacuc으로 음역한다.
이 이름의 어원학은 명확하지 않으며, 그 형태는 히브리어에서 유례가 없다. 이 이름은 아카드어의 khambbaququ (아카드어: 𒄩𒄠𒁀𒄣𒄣, ḫâmbaququ), 즉 향기로운 식물의 이름과 관련이 있거나, 또는 "포옹하다"를 의미하는 히브리어 어근 히브리어: חבק와 관련이 있을 수 있다.

## 생애
하바꾹에 대해서는 그의 이름이 붙은 성경에 명시된 내용이나 그 책에서 추론할 수 있는 내용 외에는 거의 알려진 바가 없다. "예언자"라는 칭호 외에는 전기적인 세부 정보가 제공되지 않는다.
다른 거의 모든 예언자에게는 그의 고향, 직업, 부모나 지파에 대한 정보 등 더 많은 정보가 제공되지만, 하바꾹에 대해서는 이 중 어떤 것도 신뢰할 만한 기록이 없다. 그의 고향은 밝혀지지 않았지만, 학자들은 하바꾹이 그의 예언을 기록할 당시 예루살렘에 살았다고 결론 내린다. 추가 분석을 통해 그의 예언의 대략적인 날짜와 그의 활동 및 배경에 대한 가능성이 제시되었다.
성경 외에도 수세기 동안 기독교와 랍비 전통의 형태로 상당한 추측이 제기되었지만, 현대 학자들은 그러한 설명을 사변적이고 외경적이라고 일축한다.
코덱스 치시아누스에 있는 다니엘의 70인역 번역본은 그를 "레위 지파 예수의 아들"이라고 언급한다.

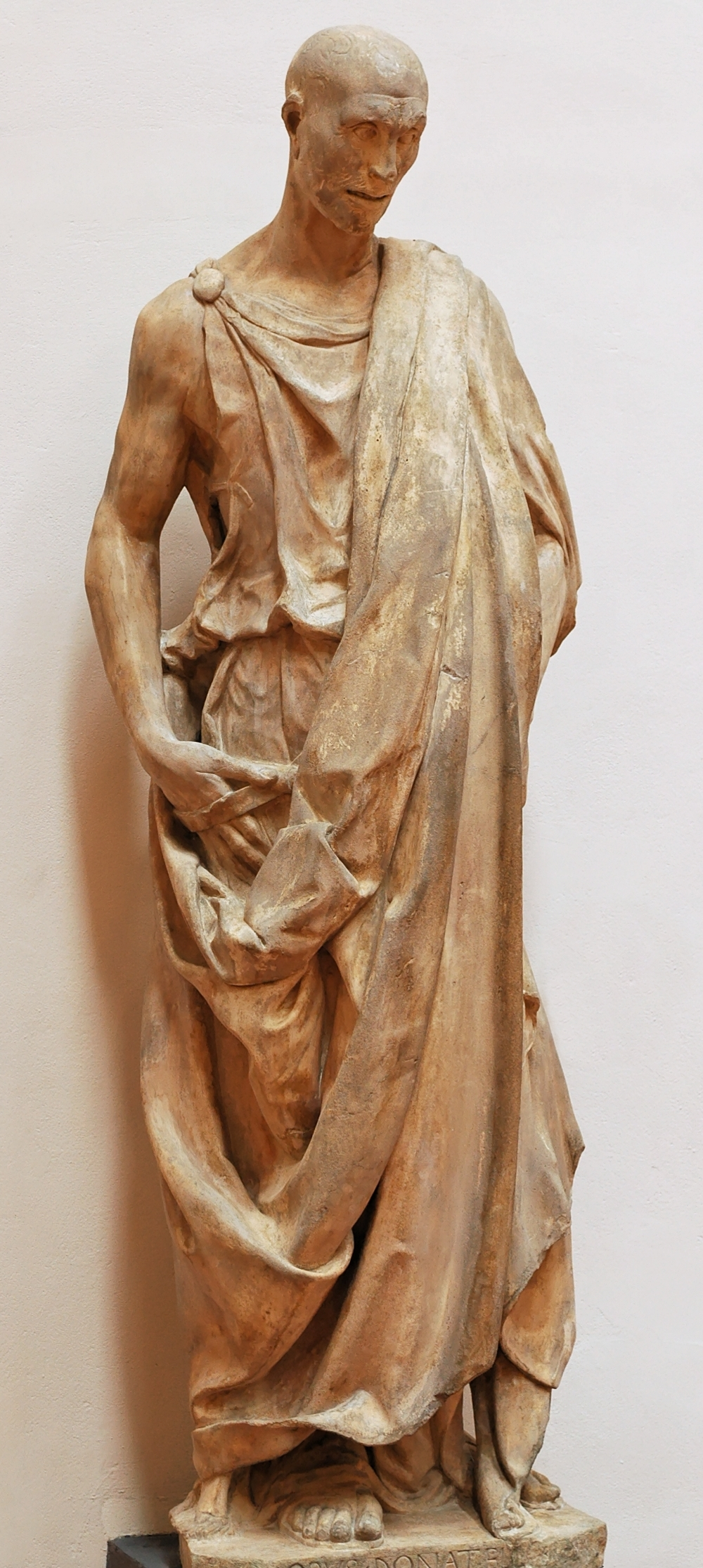
도나텔로의 하바꾹상, 피렌체의 두오모 오페라 박물관 소장

### 성경적 기록
하바꾹서가 칼데아인(바빌로니아인)에 대한 다섯 가지 신탁으로 구성되어 있고, 칼데아인의 권력 상승이 기원전 612년경으로 추정되기 때문에, 그는 그 무렵에 활동했으며, 예레미야와 스바니야의 초기 동시대인이었다고 추정된다. 그러나 유대인 자료들은 그를 종종 함께 언급되는 그 두 예언자와 함께 묶지 않으므로, 그가 이 예언자들보다 약간 앞선 시기였을 가능성도 있다.
그의 책의 마지막 장이 노래이기 때문에, 그는 때때로 레위 지파의 일원이었으며, 제1성전에서 음악가로 봉사했다고 추정된다.

### 전통
"선지자 하바꾹"에 대한 언급은 다니엘 추가본의 일부인 벨과 용에 나타난다. 33-39절은 하바꾹을 유대 지방에 둔다. 스튜를 만든 후, 그는 천사의 지시를 받아 바빌론의 사자 굴에 있는 다니엘에게 스튜를 가져가야 한다. 하바꾹이 굴이나 바빌론에 대해 알지 못한다고 선언하자, 천사는 하바꾹을 사자 굴로 옮긴다. 하바꾹은 다니엘에게 음식을 주어 그를 지탱하게 하고, 그는 즉시 "그의 장소" 또는 "그의 본국"으로 다시 옮겨진다.
하바꾹은 선지자의 삶에도 언급되며, 그곳에서는 그의 바빌론 체류 기간도 언급된다.
조하르 (1권, 8b페이지)에 따르면, 하바꾹은 엘리사 (예언자)의 축복으로 수넴 여인에게서 태어난 소년이다.
그가 이르되 한 해 이맘때쯤에 네가 아들을 안으리라(חֹבֶקֶת‎ – ḥōḇeqeṯ) 하니 여인이 이르되 내 주 나의 하느님의 사람아 당신의 여종을 속이지 마옵소서 하니라.— 성경, 열왕기하 4:16

## 작품
하바꾹에게 attributed된 유일한 작품은 그의 이름을 딴 짧은 성경 본문이다. 하바꾹서는 조롱하는 수수께끼로 구성되어 있으며, 2장에는 화를 선언하는 다섯 가지 칼데아인(바빌로니아인)에 대한 화가 있고, 3장에는 하느님께 드리는 찬양의 노래가 있다.
하바꾹은 하느님의 행동에 대해 공개적으로 질문한다는 점에서 예언자들 중 특이하다. 1장의 첫 부분에서 예언자는 백성들 사이의 불의를 보고 왜 하느님이 행동하지 않으시는지 묻는다. "여호와여, 내가 언제까지 부르짖어야만 들으시겠습니까? 내가 당신께 '폭력!'이라고 외쳐도 구원하지 않으시니이까?"

## 무덤
하바꾹의 최종 안식처는 여러 곳에서 주장되었다. 5세기 기독교 역사가 소조멘은 하바꾹의 유골이 엘레우테로폴리스 주교인 제벤누스에게 꿈속에서 위치가 계시되었을 때 베이트 지브린 근처 셀라에서 발견되었다고 주장했다. 현재 이스라엘과 이란에 한 곳씩 예언자의 매장지라고 주장하는 곳이 있다.

### 이스라엘의 무덤

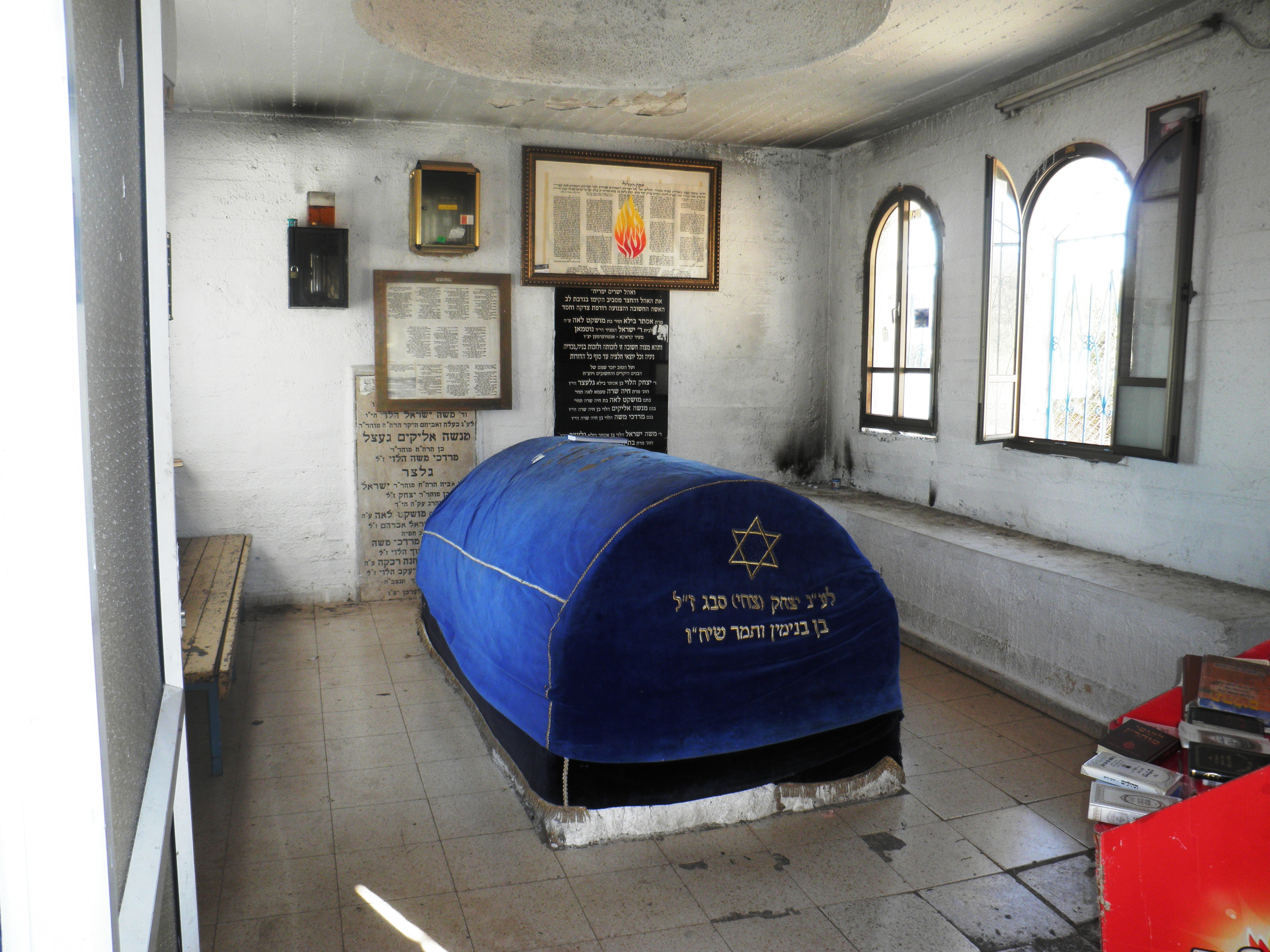
카다림 근처 하바꾹의 무덤, 이스라엘

하바꾹의 매장지는 유대 전통에 의해 이스라엘 북부 상부 갈릴리 지역의 카다림과 후콕 마을 근처, 제파트에서 남서쪽으로 약 6마일, 타보르산에서 북쪽으로 12마일 떨어진 언덕으로 알려져 있다. 20세기에 세워진 작은 석조 건물이 무덤을 보호하고 있다. 서기 12세기까지 거슬러 올라가는 전통은 하바꾹의 무덤이 이 위치에 있다고 주장하지만, 이 무덤은 또한 야쿠크 지역의 샤이크의 무덤일 수도 있으며, 야쿠크는 성경에 나오는 "후콕"이라는 지명과 관련이 있는데, 그 발음과 히브리어 철자가 "하바꾹"과 가깝다. 이 지역의 고고학적 발견에는 제2성전기로 추정되는 여러 매장지가 포함된다.

### 페르시아 신전

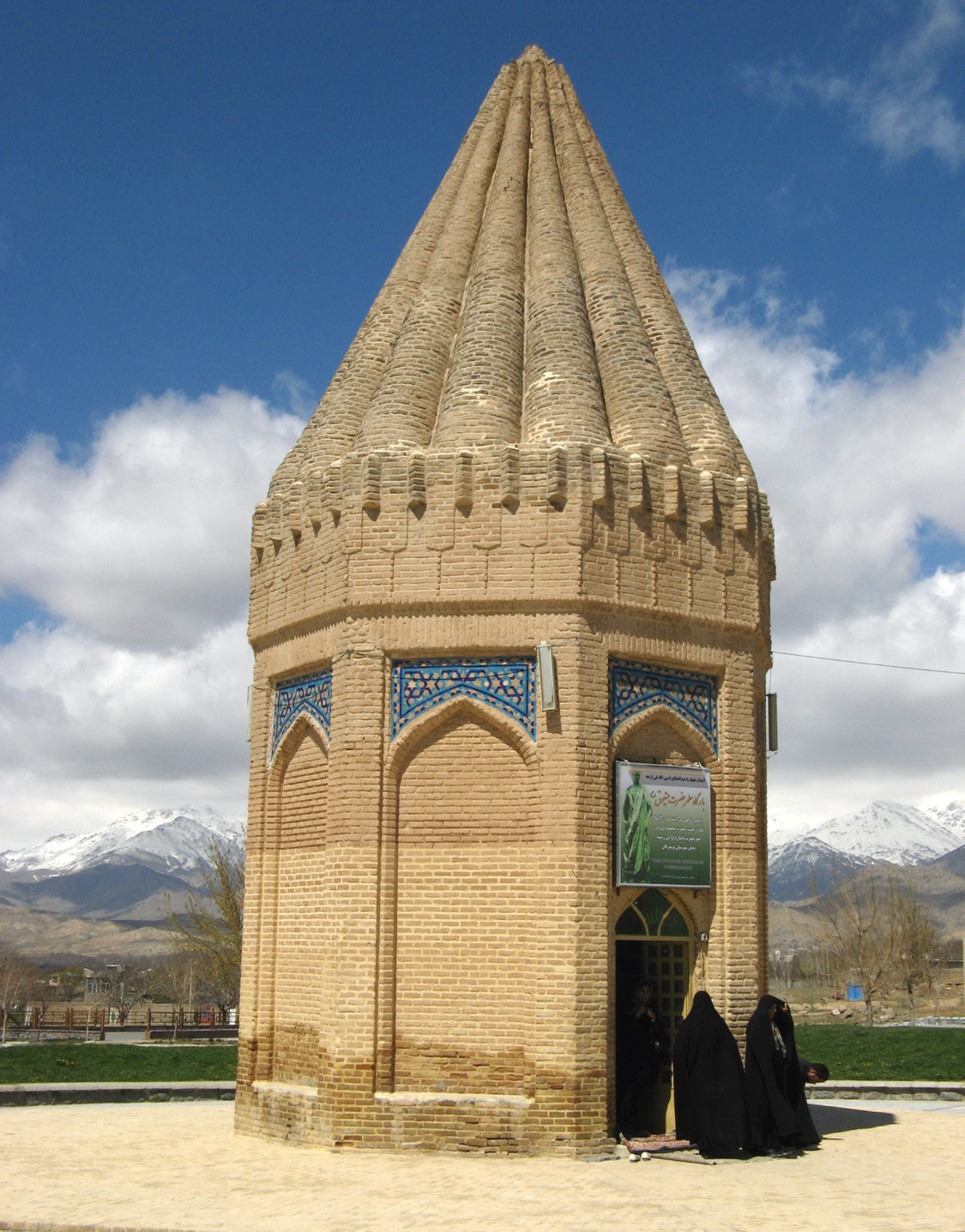
이란, 투이세르칸에 있는 하바꾹의 신전

이란 서부 투이세르칸 시 남동쪽에 있는 마우솔레움도 하바꾹의 매장지로 여겨진다. 이란의 문화유산, 수공예 및 관광 기구가 이를 보호하고 있다. 이 기구의 하마단주 안내서에는 하바꾹이 제1성전의 수호자였으며, 바빌론인들에게 사로잡혀 몇 년 동안 감옥에 있었다고 명시되어 있다. 키루스 2세에게 해방된 후, 그는 엑바타나로 가서 죽을 때까지 그곳에 머물렀으며, 오늘날의 투이세르칸 근처 어딘가에 묻혔다. 하바꾹은 이슬람 현지인들에게 하바구그와 하야구그로 불린다.
주변의 신전은 셀주크 제국 시대(11~12세기)로 거슬러 올라갈 수 있으며, 팔각형 벽과 원뿔형 돔으로 구성되어 있다. 신전 아래에는 3층으로 된 숨겨진 지하 공간이 있다. 신전 안뜰 중앙에는 하바꾹이 묻혔다고 전해지는 무덤이 있다. 무덤 위의 돌에는 히브리어와 페르시아어로 선지자의 아버지는 쉬우아 로비트이고 어머니는 레쇼 나미트라고 새겨져 있다. 무슬림과 유대인 모두 이곳을 방문하여 경의를 표한다.

## 기념

### 기독교
한국 정교회의 성인 달력에서 그의 축일은 12월 2일이다. 로마 가톨릭교회에서는 전례력의 마지막 두 주인 11월 넷째 주와 다섯째 주에 로마 성무일도에서 12 소예언서를 낭독하며, 그의 축일은 1월 15일이다. 2011년에는 아르메니아 사도교회의 성인력에서 2월 8일에 다른 소예언서들과 함께 기념되었다.
하바꾹은 조각에서도 기념되었다. 1435년, 피렌체의 예술가 도나텔로는 피렌체 종탑을 위해 예언자의 조각상을 만들었다. 머리 모양 때문에 추코네("큰 머리")라는 별명이 붙은 이 조각상은 현재 두오모 오페라 박물관에 있다. 로마의 산타 마리아 델 포폴로 성당에는 17세기 예술가 잔 로렌초 베르니니의 바로크 양식 하바꾹 조각상이 있다. 1800년에서 1805년 사이에 브라질 조각가 알레이자지뉴는 그의 12명의 예언자의 일부로 하바꾹의 동석 조각상을 완성했다. 이 조각상들은 콩고냐스의 봉 헤수스 드 마토시뉴스 성역 앞마당과 기념비적인 계단 주변에 배열되어 있다.

### 이슬람교

#### 알마으문의 궁정에서의 알리 알리다 토론
쿠란에 이름이 명시적으로 언급되지는 않지만, 하바꾹 (아랍어: حبقوق)은 하바꾹서에서 최후의 예언자와 신성한 경전인 무함마드와 쿠란의 도래를 예고한다고 믿어지기 때문에 이슬람 예언자로 인정된다.
알마으문 궁정에서 무함마드의 후손이자 아바스 칼리파국 시대의 최고 이슬람 학자인 이맘 알리 알리다는 엑실라르크로부터 토라를 통해 무함마드가 예언자임을 증명해 달라는 요청을 받았다. 이맘 리다는 "예언자 하바꾹을 아십니까?"라고 물었다. 엑실라르크는 "네. 압니다."라고 답했다. 알리다는 말했다. "그리고 이것은 당신의 책에 기록되어 있습니다. '알라가 파란 산에 말씀을 내리시니, 하늘이 무함마드와 그의 공동체의 영광으로 가득 찼다. 그의 말은 그를 육지 위에서처럼 물 위에서도 나른다. 그는 거룩한 집(제1성전)의 폐허 이후에 우리에게 새 책을 가져올 것이다.' 이 책은 쿠란을 의미합니다. 당신은 이것을 알고 믿습니까?" 엑실라르크는 "선지자 하바꾹이 이것을 말했고 우리는 그가 말한 것을 부인하지 않습니다."라고 답했다.

#### 예언자직에 대한 추가 증거
쿠란에는 약 25명의 예언자만이 이름으로 언급되어 있고 몇몇 다른 예언자들이 암시되어 있지만, 이슬람의 핵심 교리 중 하나는 하느님이 성경에 언급되지 않은 더 많은 예언자들을 보냈다는 것이다. 따라서 무슬림들은 전통적으로 쿠란이나 하디스에 언급되지 않은 다른 히브리어 예언자들을 하느님의 정당한 예언자로 받아들이는 데 아무런 문제가 없었다. 특히 쿠란 자체가 다음과 같이 명시하고 있기 때문이다. "진실로 우리는 (모세에게) 토라를 내렸으니, 그 안에는 인도와 빛이 있었노라. 그에 따라 (그를 따르는) 예언자들이 자신을 내어주고, 유대인들을 위해 판단을 내렸으며, 지도자들과 랍비들도 그러하였으니, 그들이 지켜야 할 하느님 책의 그 부분과 그들이 증인으로 주어진 것을 따랐노라." 이 구절은 종종 무슬림들에 의해 "예언자들"이라는 구절에 모세와 아론 이후의 이스라엘의 모든 예언적 인물, 즉 네비임의 유대 경전 부분의 모든 예언자들을 암시하는 것으로 해석되어 왔다. 따라서 이슬람 저술가들은 종종 하바꾹을 자신들의 저술에서 예언자로 언급했으며, 그의 이름이 언급된 후 무슬림들이 예언자들에게 베푸는 전통적인 평화의 인사를 따랐다.
일부 중세 무슬림 학자들은 심지어 하바꾹서에 대한 주석을 제공했는데, 주된 목적은 이 책의 예언에서 그리스도의 도래에 대한 암시를 보았던 초기 기독교 전통과 유사하게, 하바꾹이 하바꾹 3:2–6에서 무함마드의 도래를 예언했음을 보여주는 것이었다. 예를 들어, 중세 주석가인 나즘 알딘 알투피(Najm al-Dīn al-Ṭūfī, 716 AH/1316 CE 사망)는 하바꾹서의 특정 구절에 대한 주석을 제공하면서, 예언자의 말 "그의 광선이 빛이 되며"(하바꾹 3:4)는 이슬람교의 확산을 암시하며, "그의 영광이 도시에 오고, 그의 권능이 그의 궁정에서 나타난다"(하바꾹 3:4)는 무함마드가 야스립에 머물렀던 것과 그곳에서 안사르에게서 받은 도움을 언급하며, "죽음이 그 앞에 간다"(하바꾹 3:5)고 말했다. 마찬가지로, 하바꾹 3:5–6도 중세 이슬람 사상가들로부터 유사한 주석을 받았다.
유명하고 존경받는 페르시아인 이슬람 학자이자 박식가인 이븐 쿠타이바는 아바스 칼리파국 시대에 재판관으로 봉사했는데, 예언자 하바꾹에 대해 다음과 같이 말했다. "하바꾹의 말 중, 다니엘 시대에 예언했던 하바꾹은 다음과 같이 말한다. '테만에서 하느님이 오셨고, 파란 사막의 산에서 거룩한 분이 오셨으며, 땅은 칭찬받는 자(이슬람에서 무함마드의 이름인 아흐마드)의 성화로 가득 찼고, 그의 오른손으로 땅과 민족들의 목을 지배하셨다.'"'" 이는 학자들에 의해 하바꾹 3:3-4에 대한 명확한 암시로 해석되어 왔다. 다른 곳에서 같은 학자는 하바꾹 3:4, 15를 다음과 같이 설명했다. "땅은 그의 빛으로 빛나고, 그의 말들은 바다로 뛰어들었다." 다시 한번 이 예언을 무함마드의 도래에 대한 암시로 해석한 것이다. 이븐 쿠타이바가 인용한 하바꾹의 또 다른 예언은 정경 외 히브리어 문헌에서 나온 것으로, "당신은 당신의 활에서 넘치도록 가득 찰 것이다... 오 칭찬받는 자(무함마드)여." 이 하바꾹에게 귀속된 마지막 예언은 이븐 알자우지와 이븐 카이임 알자우지야와 같은 후대 학자들도 언급했다.

## 같이 보기
- 이란 유대인